# Elemghong
Elemghong est un village du Cameroun situé dans l’arrondissement de Belo, dans le département de Boyo et dans la Région du Nord-Ouest.

## Population
Lors du recensement de 2005, on a dénombré 1 551 habitants à Elemghong, dont 695 hommes et 856 femmes.